# Homoneura shewelliana
Homoneura shewelliana är en tvåvingeart som beskrevs av Papp 1978. Homoneura shewelliana ingår i släktet Homoneura och familjen lövflugor. Inga underarter finns listade i Catalogue of Life.